# Andaya Lantveld
Andaya Lantveld, ook geschreven als Landveld (1 oktober 1995), is een Surinaams voetbalster. Ze heeft voor verschillende clubs op het hoogste niveau gespeeld en is in het Surinaamse damesvoetbalelftal spits.

## Biografie
Andaya Lantveld speelde in 2014 als spits voor Oema Soso (OS) de finale van de First Ladies Cup in het Dr. Ir. Franklin Essed Stadion. OS verloor toen de finale van Dosko, ondanks dat Lantveld in de 90e minuut de gelijkmaker wist te scoren waardoor de wedstrijd op strafschoppen uitliep.
In 2015 werd OS voor de derde jaar achtereen winnaar van de vrouwencompetitie van de Surinaamse Voetbal Bond. Ook werd ze dat jaar uitgeroepen tot Surinaams voetbalster van het jaar. Terwijl ze met OS in 2017 opnieuw de landstitel pakte, vertrok ze daarna met een andere spits, Cady Chin See Chong, naar SV Ascona. In 2018 haalden ze met Ascona de First Lady Cup wel binnen, waarbij SRD de verliezende finalist was. Rond 2019 verloor ze met SV Transvaal (zoals Oema Soso inmiddels heette) de bekerfinale van SV Happy Evita Girls.
Naast het clubvoetbal, speelt ze in het Surinaamse damesvoetbalelftal, zoals in 2022 in de kwalificatiewedstrijden voor het Noord-Amerikaanse kampioenschap voetbal vrouwen. In het Essed Stadion scoorde Lantveld in februari 2022 de 4-0 tegen het Anguillaanse voetbalelftal (eindstand 5-0) en twee maanden later tegen Antigua en Barbuda de 2-0 (eindstand 5-1). In september 2023 scoorde ze in de uitwedstrijd tegen Dominica in een wedstrijd die Suriname met 4-0 won.